# Вольф, Джеффри Джон
Джеффри Джон (Джей Джей) Вольф (англ. Jeffrey John Wolf; род. 21 декабря 1998, Indian Hill, Огайо) — американский теннисист.

## Биография
Джеффри Джон Вольф начал играть в турнирах юниорского тура с 2015 года. Он выиграл два юниорских турнира и в мае 2016 года достиг 18-го места в мировом рейтинге. Его лучшим результатом в юниорском турнире Большого шлема было 1/8 финала на Открытом чемпионате США 2016 года, где он уступил Патрику Кипсону в трех сетах. В том же году в парном разряде он также дошёл до четвертьфинала Открытого чемпионата Франции.
Вольф впервые выступил в профессиональном туре в 2016 году. В январе 2019 года он выиграл свой первый титул на турнирах серии «челленджер». В Колумбусе он вышел в финал с уайлд-кард и победил датчанина Микаэля Торпегора в трех сетах. Благодаря этому успеху он вошёл в число 300 лучших в мировом рейтинге.
В январе 2020 года он выиграл «челленджер» в Нумеа, победив в финале японца Юити Сугиту. Затем он прошёл первый раунд квалификации Открытого чемпионата Австралии, но в дальнейшем проиграл итальянцу Трунгеллити. После большого перерыва в мировом теннисе из-за пандемии COVID-19, в августе на турнире серии Мастерс в Цинциннати впервые в своей карьере преодолевает квалификацию и в первом раунде уступает в двух сетах Ришару Гаске. На Открытом чемпионата США одерживает первую победу в основной турнире, победив в 4 сетах 36-го номера ATP Гидо Пелью, затем побеждает Роберто Карбальеса Баэну, и только в третьем раунде уступает Даниилу Медведеву. В конце сезона получает серьёзную травму, от которой смог восстановиться только к июлю 2021 года.
В 2022 году на турнире ATP 500 в Вашингтоне Вольф впервые выходит в четвертьфинал крупного турнира, обыграв по ходу соревнования Таро Даниэля, Дениса Шаповалова и Хольгера Руне. Проигрывает только Андрею Рублёву. На Открытом чемпионате США сначала переигрывает Баутисту Агута, затем побеждает в матче с Алехандро Табило и уступает в третьем круге австралийцу Нику Кирьосу.
На Открытом чемпионате Австралии 2023 года Вольф впервые в карьере дошёл до 4-го круга турнира Большого шлема, переиграв Джордана Томпсона, Диего Шварцмана, Майкла Ммо, но уступил своему соотечественнику Бену Шелтону. По итогам турнир Вольф впервые в карьере вошёл в топ-50 мирового рейтинга.

## Рейтинг на конец года
| Год  | Одиночный рейтинг | Парный рейтинг |
| 2023 | 53                | 576            |
| 2022 | 66                |                |
| 2021 | 174               |                |
| 2020 | 127               |                |
| 2019 | 188               |                |
| 2018 | 364               | 620            |
| 2017 | 658               |                |
| 2016 |                   | 1262           |

## Выступления на турнирах

### Финалы турнировATPв одиночном разряде (1)

#### Поражения (1)
| Легенда                    |
| -------------------------- |
| Турниры Большого шлема (0) |
| Итоговый турнир ATP (0)    |
| ATP Мастерс 1000 (0)       |
| АТР 500 (0)                |
| АТР 250 (0)                |

| №  | Дата            | Турнир            | Покрытие | Соперник в финале   | Счёт    |
| 1. | 16 октября 2022 | Флоренция, Италия | Хард(i)  | Феликс Оже-Альяссим | 4-6 4-6 |